# Rubén Duarte (hiszpański piłkarz)
Rubén Duarte Sánchez (ur. 18 października 1995 w Almeríi) – hiszpański piłkarz występujący na pozycji lewego lub środkowego obrońcy w Pumas UNAM.